# Sekai wa doko made aozora na no ka?
„Sekai wa doko made aozora na no ka?” (jap. 世界はどこまで青空なのか？) – drugi singel japońskiego zespołu NGT48, wydany w Japonii 6 grudnia 2017 roku przez Ariola Japan.
Singel został wydany w pięciu edycjach: trzech regularnych CD+DVD (Type A, Type B, Type C), CD oraz specjalnej. Osiągnął 2 pozycję w rankingu Oricon i pozostał na liście przez 21 tygodni. Singel zdobył status platynowej płyty.

## Lista utworów
Wszystkie utwory zostały napisane przez Yasushiego Akimoto.

### Type A
| CD | CD                                                                                       | CD              | CD              | CD      |
| Nr | Tytuł utworu                                                                             | Kompozycja      | Aranżacja       | Długość |
| -- | ---------------------------------------------------------------------------------------- | --------------- | --------------- | ------- |
| 1. | „Sekai wa doko made aozora na no ka?” (jap. 世界はどこまで青空なのか？)                  | Saimon          | Yūsuke Itagaki  | 4:19    |
| 2. | „Boku no namida wa nagarenai” (jap. 僕の涙は流れない) (wyk. SNS Senbatsu)                | aokado          | Mitsu.J         | 4:13    |
| 3. | „Otona ni naru mae ni” (jap. 大人になる前に) (wyk. Real Gakusei Senbatsu)                | Manabu Marutani | Manabu Marutani | 4:47    |
| 4. | „Sekai wa doko made aozora na no ka?” (jap. 世界はどこまで青空なのか？) (off vocal ver.) | Saimon          | Yūsuke Itagaki  | 4:19    |
| 5. | „Boku no namida wa nagarenai” (jap. 僕の涙は流れない) (off vocal ver.)                   | aokado          | Mitsu.J         | 4:13    |
| 6. | „Otona ni naru mae ni” (jap. 大人になる前に) (off vocal ver.)                            | Manabu Marutani | Manabu Marutani | 4:47    |

| DVD | DVD                                                                                   | DVD     |
| Nr  | Tytuł utworu                                                                          | Długość |
| --- | ------------------------------------------------------------------------------------- | ------- |
| 1.  | „Sekai wa doko made aozora na no ka?” (jap. 世界はどこまで青空なのか？) (Music Video) | 12:00   |
| 2.  | „Otona ni naru mae ni” (jap. 大人になる前に) (Music Video)                            | 6:44    |
| 3.  | „Otaki Yuria x Shinae Jun'ichi” (jap. 大滝友梨亜 × シナエジュンイチ)                  | 6:49    |
| 4.  | „Ogino Yuka x Nakamura Taikō” (jap. 荻野由佳 × 中村太洸)                              | 6:03    |
| 5.  | „Oguma Tsugumi x Genki Ito” (jap. 小熊倫実 × Genki Ito)                               | 5:58    |
| 6.  | „Kashiwagi Yuki x Sekiyama Yūta” (jap. 柏木由紀 × 関山雄太)                           | 4:19    |
| 7.  | „Katō Minami x Tamura Masahiro” (jap. 加藤美南 × 田村昌大)                            |         |

### Type B
| CD | CD                                                                                       | CD             | CD              | CD      |
| Nr | Tytuł utworu                                                                             | Kompozycja     | Aranżacja       | Długość |
| -- | ---------------------------------------------------------------------------------------- | -------------- | --------------- | ------- |
| 1. | „Sekai wa doko made aozora na no ka?” (jap. 世界はどこまで青空なのか？)                  | Saimon         | Yūsuke Itagaki  | 4:19    |
| 2. | „Boku no namida wa nagarenai” (jap. 僕の涙は流れない) (wyk. SNS Senbatsu)                | aokado         | Mitsu.J         | 4:13    |
| 3. | „Daiteyaccha sakuragicho” (jap. 抱いてやっちゃ桜木町) (wyk. Rika Nakai i LOS INDIOS)     | Kensuke Toyoda | Makoto Wakatabe | 4:53    |
| 4. | „Sekai wa doko made aozora na no ka?” (jap. 世界はどこまで青空なのか？) (off vocal ver.) | Saimon         | Yūsuke Itagaki  | 4:19    |
| 5. | „Boku no namida wa nagarenai” (jap. 僕の涙は流れない) (off vocal ver.)                   | aokado         | Mitsu.J         | 4:13    |
| 6. | „Daiteyaccha sakuragicho” (jap. 抱いてやっちゃ桜木町) (off vocal ver.)                   | Kensuke Toyoda | Makoto Wakatabe | 4:53    |

| DVD | DVD                                                                                   | DVD     |
| Nr  | Tytuł utworu                                                                          | Długość |
| --- | ------------------------------------------------------------------------------------- | ------- |
| 1.  | „Sekai wa doko made aozora na no ka?” (jap. 世界はどこまで青空なのか？) (Music Video) | 12:00   |
| 2.  | „Daiteyaccha sakuragicho” (jap. 抱いてやっちゃ桜木町) (Music Video)                   | 6:44    |
| 3.  | „Satō Anju x Shiraishi Takahiro” (jap. 佐藤杏樹 × 白石剛浩)                           | 3:52    |
| 4.  | „Sugahara Riko x Takemori Noriyoshi” (jap. 菅原りこ × 竹森徳芳)                       | 5:05    |
| 5.  | „Seiji Reina x Nakahata Yūki” (jap. 清司麗菜 × 中畑裕貴)                              | 5:56    |
| 6.  | „Takakura Moeka x Tatamitani Tetsuya” (jap. 高倉萌香 × 畳谷哲也)                      | 5:25    |
| 7.  | „Tano Ayaka x Ōhashi Yōsei” (jap. 太野彩香 × 大橋洋生)                                | 4:24    |
| 8.  | „Takahashi Mau x Kodaka Sari” (jap. 髙橋真生 × 小高沙里)                              | 6:29    |
| 9.  | „Nakai Rika x Ōta Masato” (jap. 中井りか × 太田正人)                                  | 5:02    |
| 10. | „Nakamura Ayuka x SOLU MEDIAGE INC.” (jap. 中村歩加 × SOLU MEDIAGE INC.)              | 4:47    |

### Type C
| CD | CD                                                                                       | CD         | CD               | CD      |
| Nr | Tytuł utworu                                                                             | Kompozycja | Aranżacja        | Długość |
| -- | ---------------------------------------------------------------------------------------- | ---------- | ---------------- | ------- |
| 1. | „Sekai wa doko made aozora na no ka?” (jap. 世界はどこまで青空なのか？)                  | Saimon     | Yūsuke Itagaki   | 4:19    |
| 2. | „Boku no namida wa nagarenai” (jap. 僕の涙は流れない) (wyk. SNS Senbatsu)                | aokado     | Mitsu.J          | 4:13    |
| 3. | „Nanika ga iru” (jap. ナニカガイル)                                                      | Bugbear    | Akiyuki Tateyama | 3:38    |
| 4. | „Sekai wa doko made aozora na no ka?” (jap. 世界はどこまで青空なのか？) (off vocal ver.) | Saimon     | Yūsuke Itagaki   | 4:19    |
| 5. | „Boku no namida wa nagarenai” (jap. 僕の涙は流れない) (off vocal ver.)                   | aokado     | Mitsu.J          | 4:13    |
| 6. | „Nanika ga iru” (jap. ナニカガイル) (off vocal ver.)                                     | Bugbear    | Akiyuki Tateyama | 3:38    |

| DVD | DVD                                                                                   | DVD     |
| Nr  | Tytuł utworu                                                                          | Długość |
| --- | ------------------------------------------------------------------------------------- | ------- |
| 1.  | „Sekai wa doko made aozora na no ka?” (jap. 世界はどこまで青空なのか？) (Music Video) | 12:00   |
| 2.  | „Nanika ga iru” (jap. ナニカガイル) (Music Video)                                     | 6:44    |
| 3.  | „Nara Miharu x Satō Yūki” (jap. 奈良未遥 × 佐藤祐紀)                                  | 4:35    |
| 4.  | „Nishigata Marina x Takahashi Eiki” (jap. 西潟茉莉奈 × 高橋栄樹)                      | 6:26    |
| 5.  | „Nishimura Nanako x Sugimoto Tadashi” (jap. 西村菜那子 × 杉本視)                      | 4:15    |
| 6.  | „Hasegawa Rena x Sakai Shintarō” (jap. 長谷川玲奈 × 酒井伸太郎)                       | 5:45    |
| 7.  | „Honma Hinata x 金允洙” (jap. 本間日陽 × 金允洙)                                      | 5:03    |
| 8.  | „Miyajima Aya x Yanagida Kakuoshin” (jap. 宮島亜弥 × 柳田格之進)                      | 6:04    |
| 9.  | „Yamaguchi Maho x Nagasaka Shigeru” (jap. 村雲颯香 × 長坂茂)                          | 3:31    |
| 10. | „Murakumo Fūka x Ōhashi Yō” (jap. 山口真帆 × 大橋陽)                                  | 6:05    |
| 11. | „Yamada Noe x Dj HiRo” (jap. 山田野絵 × Dj HiRo)                                      | 6:01    |

### Wer. CD
| CD | CD                                                                                       | CD               | CD               | CD      |
| Nr | Tytuł utworu                                                                             | Kompozycja       | Aranżacja        | Długość |
| -- | ---------------------------------------------------------------------------------------- | ---------------- | ---------------- | ------- |
| 1. | „Sekai wa doko made aozora na no ka?” (jap. 世界はどこまで青空なのか？)                  | Saimon           | Yūsuke Itagaki   | 4:19    |
| 2. | „Boku no namida wa nagarenai” (jap. 僕の涙は流れない) (wyk. SNS Senbatsu)                | aokado           | Mitsu.J          | 4:13    |
| 3. | „Gikochinai tsūgaku densha” (jap. ぎこちない通学電車)                                    | Atsushi Umeguchi | Akiyuki Tateyama | 4:42    |
| 4. | „Sekai wa doko made aozora na no ka?” (jap. 世界はどこまで青空なのか？) (off vocal ver.) | Saimon           | Yūsuke Itagaki   | 4:19    |
| 5. | „Boku no namida wa nagarenai” (jap. 僕の涙は流れない) (off vocal ver.)                   | aokado           | Mitsu.J          | 4:13    |
| 6. | „Gikochinai tsūgaku densha” (jap. ぎこちない通学電車) (off vocal ver.)                   | Atsushi Umeguchi | Akiyuki Tateyama | 4:42    |

### Wer. specjalna
| CD | CD                                                                                   | CD               | CD               | CD      |
| Nr | Tytuł utworu                                                                         | Kompozycja       | Aranżacja        | Długość |
| -- | ------------------------------------------------------------------------------------ | ---------------- | ---------------- | ------- |
| 1. | „Sekai wa doko made aozora na no ka?” (jap. 世界はどこまで青空なのか？)              | Saimon           | Yūsuke Itagaki   | 4:19    |
| 2. | „Boku no namida wa nagarenai” (jap. 僕の涙は流れない) (wyk. SNS Senbatsu)            | aokado           | Mitsu.J          | 4:13    |
| 3. | „Otona ni naru mae ni” (jap. 大人になる前に) (wyk. Real Gakusei Senbatsu)            | Manabu Marutani  | Manabu Marutani  | 4:47    |
| 4. | „Daiteyaccha sakuragicho” (jap. 抱いてやっちゃ桜木町) (wyk. Rika Nakai i LOS INDIOS) | Kensuke Toyoda   | Makoto Wakatabe  | 4:53    |
| 5. | „Nanika ga iru” (jap. ナニカガイル)                                                  | Bugbear          | Akiyuki Tateyama | 3:38    |
| 6. | „Gikochinai tsūgaku densha” (jap. ぎこちない通学電車)                                | Atsushi Umeguchi | Akiyuki Tateyama | 4:42    |

## Skład zespołu
| „Sekai wa doko made aozora na no ka?” |
| --- |
| - Team NIII: Yuka Ogino (środek), Tsugumi Oguma, Minami Katō, Rie Kitahara, Anju Satō, Riko Sugahara, Moeka Takakura, Ayaka Tano, Rika Nakai, Marina Nishigata, Rena Hasegawa, Hinata Honma, Fuka Murakumo, Maho Yamaguchi, Noe Yamada - AKB48 Team B / NGT48 Team NIII: Yuki Kashiwagi - Kenkyūsei: Yuria Kado, Aya Miyajima |

| „Boku no namida wa nagarenai” |
| --- |
| - Team NIII: Yuka Ogino, Tsugumi Oguma, Minami Katō, Rie Kitahara, Rika Nakai (środek), Marina Nishigata, Rena Hasegawa, Hinata Honma, Maho Yamaguchi - Kenkyūsei: Ayuka Nakamura, Miharu Nara, Nanako Nishimura, Aya Miyajima |

| „Otona ni naru mae ni” |
| --- |
| - Team NIII: Tsugumi Oguma (środek), Anju Satō, Riko Sugahara, Moeka Takakura, Rena Hasegawa, Hinata Honma, Noe Yamada - Kenkyūsei: Yuria Kado, Aina Kusakabe, Reina Seiji, Mau Takahashi |

| „Daiteyaccha sakuragicho”                                                       |
| ------------------------------------------------------------------------------- |
| - Team NIII: Rika Nakai - LOS INDIOS: Shizuo Tanahashi, Tarō Tōgō, Ippei Misaki |

| „Nanika ga iru” |
| --- |
| Piosenka jest wykonywana przez wszystkie członkinie NGT48 w momencie wydania. - NGT48 Team NIII: Yuka Ogino, Tsugumi Oguma, Minami Katō, Rie Kitahara, Anju Satō, Riko Sugahara, Moeka Takakura, Ayaka Tano, Rika Nakai, Marina Nishigata, Rena Hasegawa, Hinata Honma (środek), Fuka Murakumo, Maho Yamaguchi, Noe Yamada - AKB48 Team B / NGT48 Team NIII: Yuki Kashiwagi - NGT48 Kenkyūsei: Yuria Kado, Aina Kusakabe, Reina Seiji, Mau Takahashi, Ayuka Nakamura, Miharu Nara, Nanako Nishimura, Aya Miyajima - NGT48 Graduated Members: Yuria Otaki |

| „Gikochinai tsūgaku densha” |
| --- |
| - NGT48 Team NIII: Yuka Ogino, Minami Katō (środek), Rie Kitahara, Ayaka Tano, Fuka Murakumo - AKB48 Team B / NGT48 Team NIII: Yuki Kashiwagi - NGT48 Kenkyūsei: Ayuka Nakamura (środek), Miharu Nara, Nanako Nishimura |

## Notowania
| Lista                             | Pozycja |
| --------------------------------- | ------- |
| Oricon Weekly Singles Chart       | 2       |
| Oricon Yearly Singles Chart       | 40      |
| Billboard Japan Hot 100           | 2       |
| Billboard Japan Hot Singles Sales | 2       |

## Sprzedaż
| Dane wg         | Sprzedaż |
| --------------- | -------- |
| Oricon          | 201 800  |
| Billboard Japan | 266 946+ |